# Coppa Libertadores 1970
La Coppa Libertadores 1970 fu l'11ª edizione della Coppa Libertadores organizzata annualmente dalla CONMEBOL e vide la partecipazione di 19 squadre provenienti da 9 federazioni calcistiche sudamericane, in questa edizione non parteciparono le squadre del Brasile. Il primo turno iniziò il 15 febbraio 1970. Il trofeo fu vinto dall'Estudiantes.

## Partecipanti
- Estudiantes (LP) (Argentina)
- Boca Juniors (Argentina)
- River Plate (Argentina)
- Bolívar (Bolivia)
- Univ. La Paz (Bolivia)
- Deportivo Cali (Colombia)
- América de Cali (Colombia)
- Universidad de Chile (Cile)
- Rangers de Talca (Cile)
- LDU Quito (Ecuador)
- América de Quito (Ecuador)
- Olimpia (Paraguay)
- Guaraní (Paraguay)
- Universitario (Perù)
- Defensor Arica (Perù)
- Peñarol (Uruguay)
- Nacional (Uruguay)
- Deportivo Galicia (Venezuela)
- Valencia FC (Venezuela)

## Primo Turno
Il primo turno è costituito da 4 gironi composti da 4 squadre ciascuno tranne il Gruppo III che è composta da 6 squadre.
Da ogni girone si qualificano le prime 2 classificate, che accedono ai Quarti di Finale.

### Gruppo I
In questo girone partecipano le squadre d'Argentina (tranne l'Estudiantes che come detentore del titolo è ammesso di diritto alle Semifinali) e della Bolivia.

#### Risultati
- 15/02/70: Universitario 2 (Parada e Ferreira), Bolívar  2 (Cayo e Schettina)
- 17/02/70: River Plate  1 (Gennoni), Boca Juniors  3 (Villagra e Coch 2)
- 22/02/70: Bolívar  2 (Gomez e Rada), Boca Juniors  3 (Angel C. Rojas 2 e Curioni)
- 26/02/70: Universitario  0, Boca Juniors  0
- 01/03/70: Universitario  0, River Plate  2 (Trebucq e Gennoni)
- 05/03/70: Bolívar  1 (Tercilla), River Plate  1 (Montivero)
- 07/03/70: Boca Juniors  4 (Savoy 2, Angel C. Rojas e Larrosa), Universitario  0
- 11/03/70: River Plate 9 (Mas 4, Daniel Onega 3, Merlo e Montivero), Universitario  0
- 12/03/70: Boca Juniors  2 (Savoy e Angel C. Rojas), Bolívar  0
- 15/03/70: River Plate 1 (Daniel Onega), Bolívar  0
- 19/03/70: Boca Juniors 2 (Larrosa e Savoy), River Plate 1 (Daniel Onega)
- 19/03/70: Bolívar  2 (Blacutt e Tercilla), Universitario 0

#### Classifica
|  |    | Classifica Gruppo I | Pt | G | V | N | P | GF | GS |
|  | -- | ------------------- | -- | - | - | - | - | -- | -- |
|  | 1. | Boca Juniors        | 11 | 6 | 5 | 1 | 0 | 14 | 4  |
|  | 2. | River Plate         | 7  | 6 | 3 | 1 | 2 | 15 | 6  |
|  | 3. | Bolívar             | 4  | 6 | 1 | 2 | 3 | 7  | 9  |
|  | 4. | Univ. Sucre         | 2  | 6 | 0 | 2 | 4 | 2  | 19 |

#### Qualificate
Sono qualificate ai quarti di finale:Boca Juniors e River Plate

### Gruppo II
In questo girone partecipano le squadre dell'Uruguay e del Venezuela.

#### Risultati
- 15/02/70: Dep. Galicia 0, Valencia 2 (Salles e Lovizuto)
- 15/02/70: Nacional 1 (J. C. Morales), Peñarol 1 (Ermindo Onega)
- 21/02/70: Dep. Galicia 0, Nacional 4 (Montero Castillo, Ancheta, Morales e Díaz aut.)
- 22/02/70: Valencia 0, Peñarol 0
- 25/02/70: Valencia 2 (Salles e Díaz), Nacional 5 (J. C. Morales, Artime 2 e Celio 2)
- 27/02/70: Dep. Galicia 0, Peñarol 1 (Ermindo Onega)
- 03/03/70: Valencia 3 (Zezinho, Lelo e Glassman), Dep. Galicia 1 (Langón)
- 06/03/70: Peñarol 0, Nacional 0
- 10/03/70: Peñarol 4 (Rocha 2, Alberto Spencer e Ermindo Onega), Dep. Galicia 1 (Maldonado)
- 12/03/70: Nacional 1 (Ancheta), Valencia 0
- 15/03/70: Peñarol 11 (Alberto Spencer 2, Losada 2, Acuña, Rocha 3, Cáceres e Onega 2), Valencia 2 (Lovizuto e Salles)
- 16/03/70: Nacional 2 (Mameli 2), Dep. Galicia 0

#### Classifica
|  |    | Classifica Gruppo II | Pt | G | V | N | P | GF | GS |
|  | -- | -------------------- | -- | - | - | - | - | -- | -- |
|  | 1. | Nacional             | 10 | 6 | 4 | 2 | 0 | 13 | 3  |
|  | 2. | Peñarol              | 9  | 6 | 3 | 3 | 0 | 17 | 4  |
|  | 3. | Valencia             | 5  | 6 | 2 | 1 | 3 | 9  | 18 |
|  | 4. | Deportivo Galicia    | 0  | 6 | 0 | 0 | 6 | 2  | 16 |

#### Qualificate
Sono qualificate ai quarti di finale: Nacional e Peñarol

### Gruppo III
In questo girone partecipano le squadre del Cile, della Colombia e del Paraguay.

#### Risultati
- 11/02/70: Guaraní 1 (Valdez), Olimpia 0
- 15/02/70: Guaraní 2 (Lastra aut. e Paniagua), Rangers 0
- 15/02/70: Dep. Cali 2 (Gallego e Lallana), Universidad de Chile 0
- 18/02/70: Olimpia 5 (Ferreira 4 e Godoy), Rangers 1 (E. Benítez)
- 18/02/70: América 2 (Raffo e San Clemente), Universidad de Chile 2 (Marcos e Arratía)
- 22/02/70: Olimpia 1 (Giménez), Universidad de Chile 1 (Arratia)
- 22/02/70: América 1 (Ospina), Rangers 0
- 25/02/70: Guaraní 1 (Valdez), Universidad de Chile 0
- 25/02/70: Dep. Cali 3 (Gallego, Solarte e Lallana), Rangers 2 (Benítez e Díaz)
- 01/03/70: Universidad de Chile 2 (Hodge e Aranguiz), Rangers 1 (Graffigna)
- 01/03/70: Dep. Cali 4 (Loayza, Gallego, Iroldo e Solarte), América 2 (Aréan e Escobar aut.)
- 05/03/70: América 2 (Ospina e Migone), Guaraní 2 (Paniagua 2)
- 05/03/70: Dep. Cali 0, Olimpia 1 (Verza)
- 08/03/70: Dep. Cali 0, Guaraní 0
- 08/03/70: América 1 (Raffo), Olimpia 1 (Giménez)
- 12/03/70: América 2 (Areán 2), Dep. Cali 4 (Iroldo, Gallego, Solarte e Loayza)
- 12/03/70: Olimpia 0, Guaraní 0
- 15/03/70: Olimpia 1 (Del Puerto), América 0
- 15/03/70: Universidad de Chile 3 (Yavar, Marcos e Aranguiz), Dep. Cali 1 (Iroldo)
- 18/03/70: Rangers 0, Dep. Cali 2 (Olmedo 2)
- 18/03/70: Guaraní 4 (Valdez, Martínez, Ivaldi e A. Sosa), América 1 (Somma)
- 21/03/70: Olimpia 5 (Godoy, Versa, Espinoza 2 e Giménez), Dep. Cali 1 (Loayza)
- 24/03/70: Universidad de Chile 2 (Marcos e Araya), América 1 (Ospina)
- 24/03/70: Guaraní 1 (A. Martínez), Dep. Cali 1 (Olmedo)
- 26/03/70: Rangers 1 (Díaz), Universidad de Chile 7 (Arratia 3, Barrera 2, Aranguiz e Hodge)
- 29/03/70: Universidad de Chile 2 (Aranguiz 2), Olimpia 1 (Del Puerto)
- 29/03/70: Rangers 2 (Graffigna e Berdugo aut.), América 0
- 31/03/70: Rangers 0, Guaraní 1 (Juárez)
- 02/04/70: Rangers4 (Benítez 2 e Villar 2), Olimpia 4 (Del Puerto 2, Giménez e Godoy)
- 05/04/70: Universidad de Chile 0, Guaraní 0

#### Classifica
|  |    | Classifica Gruppo III | Pt | G  | V | N | P | GF | GS |
|  | -- | --------------------- | -- | -- | - | - | - | -- | -- |
|  | 1. | Guaraní               | 15 | 10 | 5 | 5 | 0 | 12 | 4  |
|  | 2. | Universidad de Chile  | 13 | 10 | 5 | 3 | 2 | 19 | 11 |
|  | 3. | Olimpia               | 12 | 10 | 4 | 4 | 2 | 19 | 11 |
|  | 4. | Deportivo Cali        | 12 | 10 | 5 | 2 | 3 | 18 | 16 |
|  | 5. | América de Cali       | 5  | 10 | 1 | 3 | 6 | 12 | 22 |
|  | 6. | Rangers de Talca      | 3  | 10 | 1 | 1 | 8 | 11 | 27 |

#### Qualificate
Sono qualificate ai quarti di finale: Guaraní e Universidad de Chile

### Gruppo IV
In questo girone partecipano le squadre dell'Ecuador e del Perù.

#### Risultati
- 14/02/70: América 1 (Bolaños), Defensor Arica 1 (Avilés)
- 15/02/70: Liga Deportiva Universitaria 2 (Bertocchi 2), Universitario 0
- 21/02/70: Liga Deportiva Universitaria 1 (Bertocchi), Defensor Arica 2 (Quintana e Urrunaga)
- 22/02/70: América 0, Universitario 3 (Bailetti 2 e Uribe)
- 28/02/70: Universitario 2 (Bernales e Bailetti), Defensor Arica 1 (Urrunaga)
- 01/03/70: Liga Deportiva Universitaria 4 (Bertocchi 2, Ríos e Susman), América 1 (Aguirre)
- 10/03/70: Defensor Arica 0, América 1 (Novasco)
- 12/03/70: Universitario 3 (Cassaretto 2 e Bailetti), América 0
- 14/03/70: Defensor Arica 0, Liga Deportiva Universitaria 0
- 16/03/70: Universitario 2 (Jurado e Cassaretto), Liga Deportiva Universitaria 0
- 20/03/70: Defensor Arica 1 (Sierra), Universitario 1 (Bailetti)
- 22/03/70: América 1 (Novasco), Liga Deportiva Universitaria 3 (Bertocchi 2 e Ríos)

#### Classifica
|  |    | Classifica Gruppo IV | Pt | G | V | N | P | GF | GS |
|  | -- | -------------------- | -- | - | - | - | - | -- | -- |
|  | 1. | Universitario        | 9  | 6 | 4 | 1 | 1 | 11 | 4  |
|  | 2. | LDU Quito            | 7  | 6 | 3 | 1 | 2 | 10 | 6  |
|  | 3. | Defensor Arica       | 5  | 6 | 1 | 3 | 2 | 5  | 6  |
|  | 4. | América de Quito     | 3  | 6 | 1 | 1 | 4 | 4  | 14 |

#### Qualificate
Sono qualificate ai quarti di finale:Universitario e Liga Deportiva Universitaria

## Quarti di Finale
I quarti di finale sono composti da 2 gironi (Zona 1 e Zona 2), composti da 3 squadre, e da un girone (Zona 3) composto da 2 squadre.
Accedono alle semifinali assieme all'Estudiantes, che è ammesso di diritto poiché vincitore della Coppa Libertadores 1969, i vincitori di ciascun girone.

### Zona 1
Partecipano in questo girone le qualificate dal Gruppo I e la prima classificata del Gruppo IV.

#### Risultati
- 11/04/70: Universitario 1 (Percy Rojas), Boca Juniors 3 (Suñé, Madurga e Coch)
- 14/04/70: Universitario 1 (Percy Rojas), River Plate 2 (Mas e Néstor Scotta)
- 16/04/70: River Plate 1 (Carlos M. Rodríguez), Boca Juniors 0
- 22/04/70: Boca Juniors 1 (Nicolau), Universitario 0
- 25/04/70: River Plate 5 (Mas 2, Daniel Onega, Gennoni e Scotta), Universitario 3 (Soria, Percy Rojas e Bailetti)
- 30/04/70: Boca Juniors 1 (Angel C. Rojas), River Plate 1 (Daniel Onega)

#### Classifica
|  |    | Classifica Zona I | Pt | G | V | N | P | GF | GS |
|  | -- | ----------------- | -- | - | - | - | - | -- | -- |
|  | 1. | River Plate       | 7  | 4 | 3 | 1 | 0 | 9  | 5  |
|  | 2. | Boca Juniors      | 5  | 4 | 2 | 1 | 1 | 5  | 3  |
|  | 3. | Universitario     | 0  | 4 | 0 | 0 | 4 | 5  | 11 |

#### Qualificata
Qualificata alle semifinali: River Plate

### Zona 2
Partecipano in questo girone le qualificate dal Gruppo II e la seconda classificata del Gruppo IV.

#### Risultati
- 12/04/70: Liga Deportiva Universitaria 1 (Tobar), Peñarol 3 (Acuña, Spencer e Ermindo Onega)
- 19/04/70: Guaraní 2 (A. Martínez e Tabarelli), Peñarol 0
- 22/04/70: Liga Deportiva Universitaria 1 (Bertocchi), Guaraní 0
- 26/04/70: Peñarol 1 (Spencer), Guaraní 0
- 29/04/70: Guaraní 1 (A. Sosa), Liga Deportiva Universitaria 1 (Bertocchi)
- 02/05/70: Peñarol 2 (Ermindo Onega e Néstor Goncalves), Liga Deportiva Universitaria 1 (P. Salazar)

#### Classifica
|  |    | Classifica Zona II | Pt | G | V | N | P | GF | GS |
|  | -- | ------------------ | -- | - | - | - | - | -- | -- |
|  | 1. | Peñarol            | 6  | 4 | 3 | 0 | 1 | 6  | 4  |
|  | 2. | Guaraní            | 3  | 4 | 1 | 1 | 2 | 3  | 3  |
|  | 3. | LDU Quito          | 3  | 4 | 1 | 1 | 2 | 4  | 6  |

#### Qualificata
Qualificata alle semifinali: Peñarol

### Zona 3
Partecipano in questo girone le qualificate dal Gruppo III.

#### Andata
- 15/04/70: Universidad de Chile 3 (Araya 3), Nacional 0

#### Ritorno
- 25/04/70: Nacional 2 (Celio 2), Universidad de Chile 0

#### Spareggio
Lo spareggio viene giocato nello stadio Beira Rio (Porto Alegre - Brasile):
- 28/04/70: Universidad de Chile 2 (Yavar e Peralta), Nacional 1 (J. C. Morales)

#### Qualificata
Qualificata alle semifinali:Universidad de Chile

## Semifinali

### Semifinali A

#### Andata
- 08/05/70: Universidad de Chile 1 (Araya), Peñarol 0

#### Ritorno
- 14/05/70: Peñarol 2 (H. Acuña e Spencer), Universidad de Chile 0

#### Spareggio
Spareggio giocato allo stadio del Racing Club (Buenos Aires - Argentina)
- 14/05/70: Peñarol 2 (Lamberck e Peralta), Universidad de Chile 2 (Marcos e Hodge)

#### Qualificata
Qualificata alla Finale: Peñarol

### Semifinali B

#### Andata
- 07/05/70: River Plate 0, Estudiantes 1 (Eduardo Flores)

#### Ritorno
- 15/05/70: Estudiantes 3 (Solari, Verón e Echecopar), River 1 (Mas)

#### Qualificata
Qualificata alla Finale: Estudiantes

## Finale

### Andata
- 21/05/70: Estudiantes 1 (Togneri), Peñarol 0

### Ritorno
- 27/05/70: Peñarol 0, Estudiantes 0